# Plethodon elongatus
Espèce
Statut de conservation UICN

 NT  : Quasi menacé
Plethodon elongatus est une espèce d'urodèles de la famille des Plethodontidae.

## Répartition
Cette espèce est endémique du Nord-Ouest Pacifique. Elle se rencontre en Oregon dans le comté de Curry et en Californie dans les comtés de Humboldt et de Del Norte.

## Publication originale
- Van Denburgh, 1916 : Four species of salamanders new to the state of California, with a description of Plethodon elongatus, a new species, and notes on other salamanders. Proceedings of the California Academy of Sciences, sér. 4, vol. 6, p. 215-221 (texte intégral).